# 今立警察署

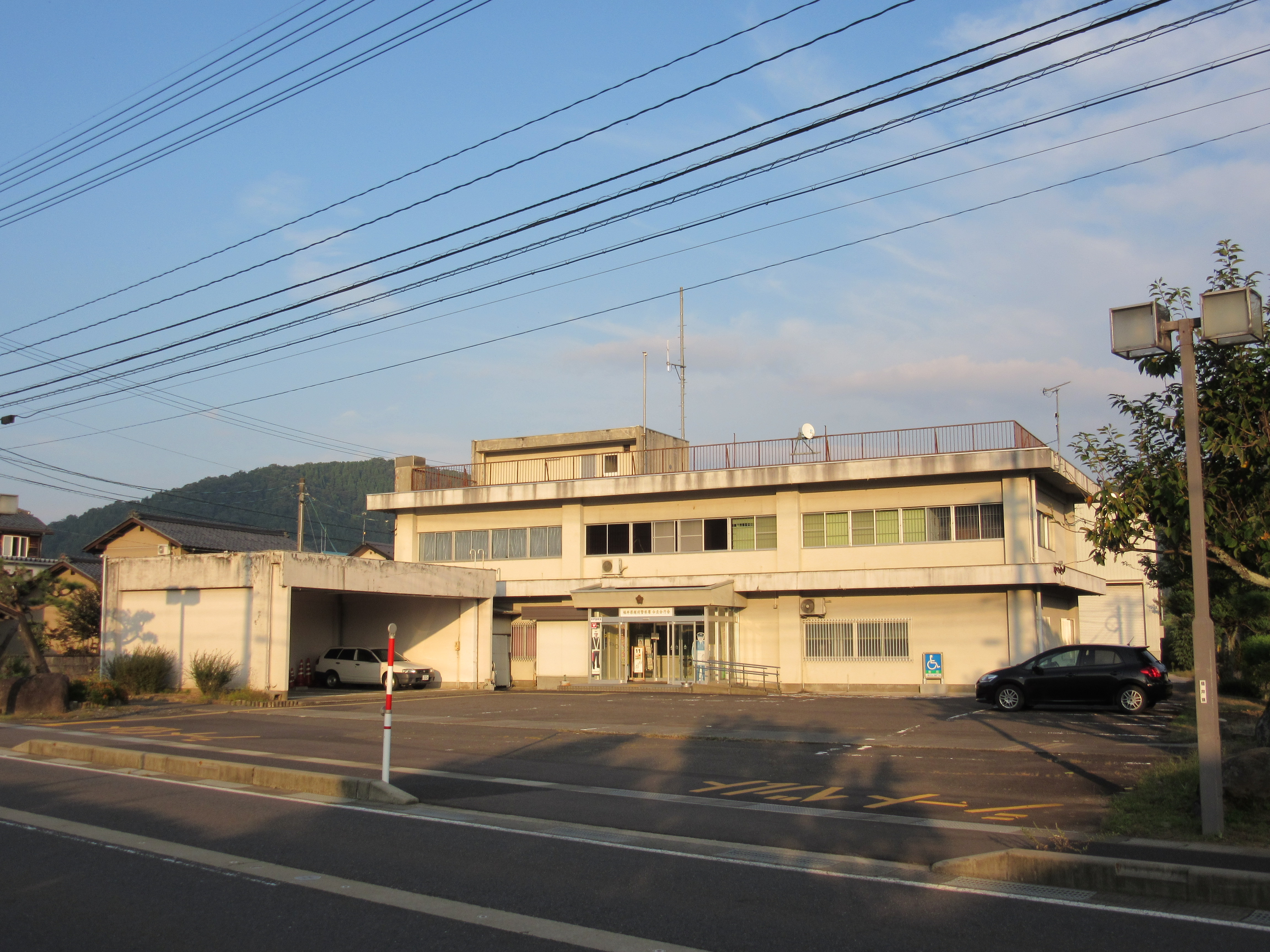
越前警察署今立分庁舎

今立警察署（いまだてけいさつしょ）は、かつて福井県警察が管轄していた警察署の一つ。現在は、越前警察署今立分庁舎となっている。

## 所在地
- 越前市粟田部町1-5-2

## 管轄区域
- 越前市の一部（旧今立郡今立町の区域）
- 今立郡池田町

## 沿革
- 1949年（昭和24年）10月 - 証拠隠滅を図る目的の放火に遭う（武生事件参照）。
- 1954年（昭和29年）7月 - 警察法改正により市警察から福井県警察に統合となる。
- 2008年（平成20年）4月1日 - 越前警察署に統合され、本庁舎は越前署の分庁舎となった[1]。

## 駐在所
- 岡本駐在所（越前市新在家町）
- 南中山駐在所（越前市中津山町）
- 服間駐在所（越前市領家町）
- 池田駐在所（池田町稲荷）
- 松ケ谷駐在所（池田町松ケ谷）

## 隣接区域を管轄する警察署
福井県警察
- 福井警察署
- 大野警察署
- 越前警察署
- 鯖江警察署

岐阜県警察
- 揖斐警察署